# Janez Menart
Janez Menart (pronunciaciónⓘ) fue un poeta y traductor esloveno (Maribor, 29 de septiembre de 1929 - Liubliana, 22 de enero de 2004).

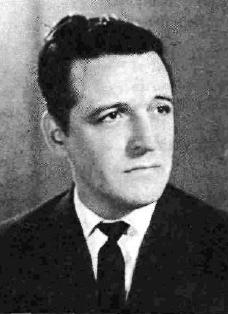
Janez Menart

## Vida y trabajo
Realizó sus estudios en Liubliana y en 1956 se graduó en lengua eslovena y literatura comparada. Trabajó como lector, dramaturgo y director del departamento de marionetas en la empresa Triglav film, donde permaneció siete años. Trabajó también en RTV Ljubljana, primero como redactor y luego como dramaturgo y traductor. En 1979 se convirtió en director del programa knjižni klub, de la editorial Mladinska knjiga. Se jubiló en 1990.
Fue elegido miembro de la Academia eslovena de las ciencias y las artes el 23 de abril de 1987. También fue presidente de la Sociedad de escritores eslovenos.

## Obra
En poesía publicó en 1953 Pesmi štirih (Poemas de los 4) en colaboración con Ciril Zlobec, Tone Pavček y Kajetan Kovič; luego siguieron sus antologías independientes: Prva jesen (1955), Časopisni stihi (1960), Bela pravljica (1963), Semafori mladosti (1963), Srednjeveške balade (1973), Pod kužnim znamenjem (1977), Srednjeveške pridige in balade (1990). Escribió poesía lírica, épica y satírica.
Los poemas de Menart han sido traducidos en aproximadamente 25 idiomas y más de 100 poemas han sido adaptados musicalmente.
Tradujo y editó en esloveno la poesía de Lord Byron, William Shakespeare, Robert Burns, Alfred de Musset, Jacques Prévert, François Villon, Victor Hugo, Alphonse de Lamartine y tres dramas ingleses renacentistas en verso de (Jonson, Marlowe, Kyd).

## Reconocimientos
Recibió muchos premios por su trabajo, algunos de ellos por sus traducciones, como el Premio Sovre por la traducción de obras de Robert Burns y Lord Byron en 1975, y en 1988 las de François Villon, o el de la ciudad de Liubliana por la traducción de los sonetos de Shakespeare. También fue condecorado por la Sociedad de escritores eslovenos en 1961 por su libro Časopisni stihi, en 1978 recibió el premio Oton Župančič por su obra Pod kužnim znamenjem y el homenaje "Libro de oro" por la obra Pesnik se predstavi (1978).
En 1979 le fue concedido el Premio Prešeren por su obra poética y su labor de traductor.

## Enlaces
- Información general. (En esloveno).
- Texto bilingüe del poema Croquis. (enlace roto disponible en Internet Archive; véase el historial, la primera versión y la última).

- Datos: Q6153800
- Multimedia: Janez Menart / Q6153800